# Black Blue & You Tour
Black Blue & You Tour – trzecia trasa koncertowa amerykańskiej grupy The Black Eyed Peas, prezentowana przez Pepsi. Odbyło się 28 koncertów na całym świecie. Trasa rozpoczęła się 9 września, a zakończyła się 30 października.
17 września odbył się także koncert w Polsce w Parku Sowińskiego w Warszawie.
W Australii 1 maja 2007 roku ogłoszono, że The Black Eyed Peas będzie już w Australii w październiku, aby wykonać koncert.
Koncert w Salwadorze został odwołany z powodu choroby Fergie. Pozostała część zespołu śpiewała 1 godzinę bez Fergie.

## Lista utworów
- "Intro"
- "Hey Mama"
- "Dum Diddly"
- "My Humps"
- "Bebot"
- "Don't Lie"
- "Shut Up"
- "Gone Going"
- "I Got It from My Mama"
- "Big Girls Don't Cry"
- "Glamorous"
- "Que Dices"
- "Latin Girls" (South America only)
- "Hands Up"
- "Mas Que Nada"
- "Fallin' Up"
- "London Bridge"
- "Fergalicious"
- "More"
- "Don't Phunk with My Heart"
- "Pump It"
- "Where Is the Love?"
- "Let’s Get It Started"

## Daty koncertów
| Daty                 | Miasta       | Państwa           | Miejsce                               |
| -------------------- | ------------ | ----------------- | ------------------------------------- |
| 9 września 2007      | Jerozolima   | Izrael            | Sultan's Pool                         |
| 11 września 2007     | Addis Abeba  | Etiopia           | Millennium NYE                        |
| 13 września 2007     | Sztokholm    | Szwecja           | Hovet                                 |
| 15 września 2007     | Bukareszt    | Rumunia           | Controceni Stadium                    |
| 16 września 2007     | Budapeszt    | Węgry             | Budapest Arena                        |
| 17 września 2007     | Warszawa     | Polska            | Park Sowińskiego                      |
| 20 września 2007     | Moskwa       | Rosja             | Chodynka Arena                        |
| 22 września 2007     | Ałmaty       | Kazachstan        | Respulika Sarayi                      |
| 28 września 2007     | Meksyk       | Meksyk            | National Auditorium                   |
| 30 września 2007     | Buenos Aires | Argentyna         | Club Ciudad                           |
| 2 października 2007  | Porto Alegre | Brazylia          | Pepsi On Stage                        |
| 5 października 2007  | San Salvador | Salwador          | Gimnasio Nacional                     |
| 6 października 2007  | Gwatemala    | Gwatemala         | Mundo e Forum                         |
| 7 października 2007  | Managua      | Nikaragua         | Dennis Martínez National Stadium      |
| 8 października 2007  | San José     | Kostaryka         | Ricardo Saprissa Stadium              |
| 9 października 2007  | Caracas      | Wenezuela         | Estacionamiento del Poliedro          |
| 12 października 2007 | Johannesburg | Południowa Afryka | Nasrec                                |
| 14 października 2007 | Lagos        | Nigeria           | This Day Entertainment Center         |
| 16 października 2007 | Bengaluru    | Indie             | Bangalore Palace Grounds              |
| 18 października 2007 | Bangkok      | Tajlandia         | Impact Arena                          |
| 20 października 2007 | Dżakarta     | Indonezja         | Istora Senayan                        |
| 22 października 2007 | Singapur     | Singapur          | Singapore Indoor Stadium              |
| 24 października 2007 | Pekin        | Chiny             | National Olympic Stadium              |
| 26 października 2007 | Kuala Lumpur | Malezja           | Arena Of The Stars, Genting Highlands |
| 27 października 2007 | Makau        | Chiny             | Venetian Arena                        |
| 30 października 2007 | Sydney       | Australia         | Hordern Pavilion                      |